# Dunakiliti
Dunakiliti – wieś i gmina w północno-zachodniej części Węgier, w pobliżu miasta Mosonmagyaróvár. Gmina liczy 1861 mieszkańców (styczeń 2011) i zajmuje obszar 33,63 km².

## Położenie
Miejscowość leży na obszarze Małej Niziny Węgierskiej, w pobliżu granicy słowackiej i austriackiej. Administracyjnie należy do powiatu Mosonmagyaróvár, wchodzącego w skład komitatu Győr-Moson-Sopron.